# Fortezza del Priamar
Die Fortezza del Priamar in Savona (oder im Ligurischen: Priamâ) ist ein imposanter Militärkomplex, der das Stadtzentrum in der Nähe des Hafens dominiert. Sie wurde zwischen 1542 und 1544 von den Genuesen im Zusammenhang mit den endgültigen Unterwerfung der Stadt Savona durch die „Superba“ erbaut und mehrmals erweitert. Ihren Namen hat sie vom direkt am Meer liegenden Hügel, auf dem sie steht und wo auch die ersten Siedlungsfunde aus der Bronzezeit gemacht wurden. Einigen Forschern zufolge könnte sich der Name von pria a' mà (Stein am Meer im Ligurischen). oder von pria mala (schlechter Stein, d. h. bröckelig) ableiten. Es handelt sich um die bedeutendste Festungsanlage im westlichen Ligurien,  die aufgrund der vielen verschiedenen historischen Bau- und Ausbauphasen heute eine sehr komplexe Form aufweist. Nach jahrzehntelanger Vernachlässigung wurde sie restauriert und dient heute als Ort für verschiedene kulturelle Aktivitäten.

## Der Priamar-Hügel vor dem Festungsbau
Auf dem Hügel des Apenninausläufers um Savona befanden sich die ältesten Siedlungen. Die ersten Spuren stammen aus der Bronzezeit um 1600 v. Chr. Aufgrund seiner Beschaffenheit war er schon immer der am besten geeignete Ort für die Verteidigung des Gebiets. Die erste geschichtliche Erwähnung stammt von Titus Livius, der ihn als eine mit Karthago verbündete Siedlung bezeichnet, in der Mago, der Bruder Hannibals, im Jahr 205 v. Chr. die Beute deponierte, die er bei der Plünderung der römischen Siedlung Genua gemacht hatte.
Während der römischen Herrschaft verlor die Zitadelle zugunsten des besser an das Straßennetz angebundene Vada Sabatia (heute Vado Ligure) an Bedeutung. Nach dem Verfall gewann sie in byzantinischer Zeit wieder an Bedeutung, als sie eine Hochburg für die Kontrolle der Provincia Maritima Italorum war. Aus dieser Zeit stammt auch die älteste auf dem Vorgebirge errichtete Festung, die Burg San Giorgio, die 641 zerstört wurde, als Savo während der langobardischen Herrschaft in Italien als eine der von Rothari zerstörten Städte erwähnt wird. Der Hügel wurde später erneut befestigt und wurde im 9. und 10. Jahrhundert zum strategischen Zentrum der Region, insbesondere als Verteidigungsanlage gegen die Sarazenenüberfälle. Während sich die zivile Macht auf dem gegenüberliegenden Hügel von Monticello festigte, erlangte Priamar eine Funktion als bischöfliche Zitadelle. Dies geht aus einem Dokument hervor, mit dem Kaiser Otto III. im Jahr 998 dem Bischof den Besitz der auf dem Vorgebirge bestehenden religiösen Gebäude, als castellum saonensis erwähnt, bestätigte.
Die ersten von Genua durchgeführten militärischen Befestigungsmaßnahmen gehen auf das 11. Jahrhundert zurück, während im 16. Jahrhundert eine zweite Festung errichtet wurde, die Burg Santa Maria, auch „Castello Nuovo“ genannt (die „alte“ war die von San Giorgio), so dass in der zweiten Hälfte des 13. Jahrhunderts auf der Landzunge religiöse und militärische Funktionen hinzugekommen sind. Später war das Gebiet im 15. Jahrhundert zweimal stark in die komplizierten politisch-militärischen Verschwörungen Italiens verwickelt. Zum ersten Mal wurde sie von den Truppen des Markgrafen von Monferrat belagert, die sie 1413 eroberten. Nachdem Genua von 1469 bis 1477 erneut aktiv wurde, indem es Pietro Antelamo mit einer Verstärkung der Mauern beauftragte, kam es 1488 zu einer zweiten Belagerung der Festung. Dieses Mal war es das Heer des Herzogs von Mailand, Ludovico il Moro, unter dem Kommando von Boccalino da Osimo, das den Priamar angriff und eroberte. Im 16. Jahrhundert wurde die Festung Teil des jahrzehntelangen Kampfes zwischen Spanien und Frankreich um die Vorherrschaft in Europa, was zu der Entscheidung der Republik Genua führte, die Festung auszubauen.

## Festungsbau und Militärgeschichte

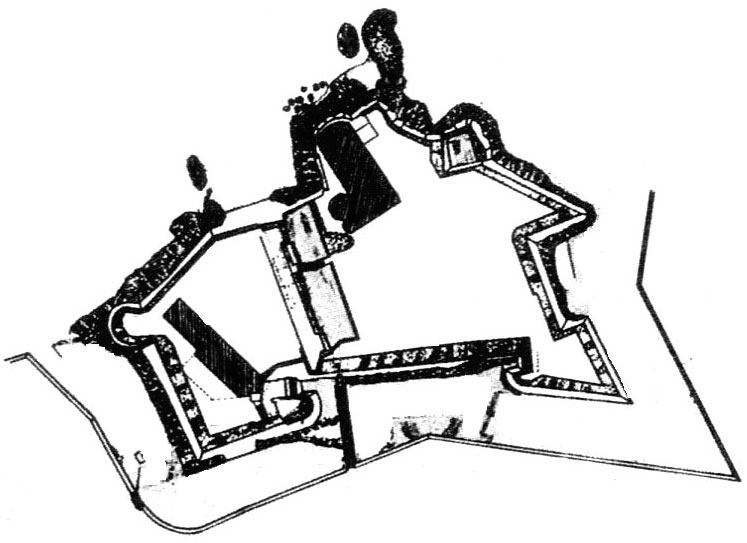
Grundriss der ersten Festungsanlage zwischen 1542 und 1544 (mit dem Plan der noch nicht abgerissenen Kathedrale)

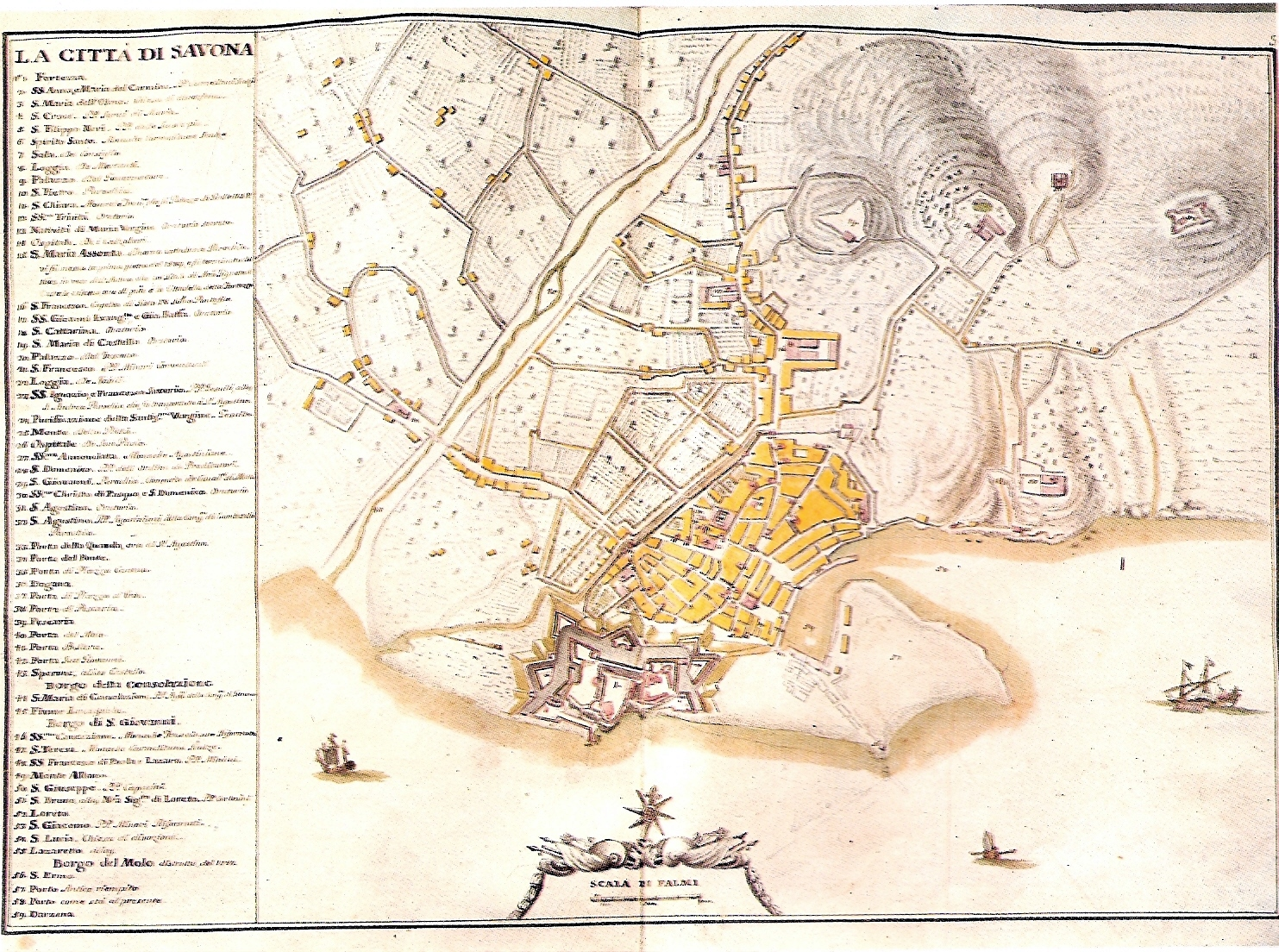
Karte des Kartographen Matteo Vinzoni aus dem Jahr 1773, die Savona und die Festung zeigt

In der langen Auseinandersetzung zwischen Karl V., König von Spanien und Kaiser, und Franz I. war Genua unter der Führung von Andrea Doria ein treuer Bündnispartner des Ersteren, während Savona auf der Seite des Letzteren stand. Die Niederlage des französischen Königs in Pavia blieb nicht ohne Folgen für die Beziehungen zwischen den beiden Städten: 1528 bestraften die Genuesen die gegnerische Stadt mit der Schließung des Hafens und anderen Schikanen, welche die Einwohnerzahl von Savona von 18.000 auf 6.000 dezimierten. Innerhalb weniger Jahre änderte sich dann die politische und militärische Situation. Als die Franzosen, die immer noch gegen die Vorherrschaft der Habsburger kämpften, ein beispielloses Bündnis mit Sultan Süleyman eingingen, befürchtete man, dass die französisch-osmanische Flotte die ligurische Küste angreifen könnte, was die Republik Genua dazu veranlasste, den Hügel von Priamar erneut zu befestigen.
Nachdem der Große Rat der Republik Genua in seiner Sitzung vom 12. Juli 1542 die Bitte der Bevölkerung von Savona abgelehnt hatte, die Festung auf dem Monticello zu geringeren Kosten und mit weniger Zerstörungen zu errichten, wurde das Projekt dem Ingenieur Giovanni Maria Olgiati anvertraut, der bereits für Spanien an der Errichtung von Militärbauten in der Lombardei gearbeitet hatte. Die Arbeiten begannen am 2. August 1542 und dauerten bis 1544. Dabei wurde der älteste Teil der Stadt zerstört, wobei sowohl die religiösen Bauten  als auch die Wohnbauten in Mitleidenschaft gezogen wurden, so dass den Bewohnern nur wenig Zeit zum Umzug blieb. In dieser ersten Phase blieb die Kathedrale von Santa Maria di Castello bestehen. Sie wurde jedoch entweiht und zu einer Kaserne umgebaut, die der genuesischen Garnison diente, die 1558 bis zu 4.000 Soldaten zählte.
Als 49 Jahre später, im Jahr 1595, Genua beschloss den Verteidigungskomplex zu verstärken, wurde auch dieses Gebäude geopfert um Platz für andere Bauten zu schaffen (das neue Gebäude an seiner Stelle wurde „Palazzo del Commissario“ genannt), und nur in einigen Drucken der damaligen Zeit sind Hinweise auf den Grundriss dieser Kirche erhalten. Der ständige Wandel in der Kriegstechnik und die zunehmende Zerstörungskraft der Artillerie zwangen zu ständigen Anpassung und zum Ausbau der Festung. Aus diesem Grund wurden zwischen 1595 und 1610 neue Innenanlagen und eine zweite Reihe von Bastionen errichtet.
Ein großes Unglück ereilte die Festung und die ganze Stadt 1648, als in der Nacht vom 6. auf den 7. Juli während eines heftigen Gewitters das Pulvermagazin des in der Festung Priamar integrierten „Castello Nuovo“ mit über tausend Fässer Schwarzpulver durch einen Blitzschlag explodierte. Chroniken aus dieser Zeit zufolge stürzten 209 Häuser ein, wobei 850 Menschen getötet und 663 verletzt wurden: Der Hafen wurde vorübergehend trockengelegt und große Boote in die Luft geschleudert. Die schwerwiegenden Schäden an der Stadt und an der Festung waren der Grund ür ihren weiteren Ausbau.
Ende des 17. Jahrhunderts wurden noch weitreichendere Eingriffe vorgenommen: Im Jahr 1683 beauftragte der Kriegsmagistrat von Genua den Mailänder Ingenieur Domenico Sirena, trotz zahlreicher Bedenken, mit einem weiteren Ausbau. Insbesondere hat der Ingenieur Carlo Tasso die Aufgabe der Festung vorgeschlagen, da sie als unbrauchbar und schwer zu verteidigen eingestuft wurde. Auch im 18. Jahrhundert wurde eine Reihe von Arbeiten durchgeführt, darunter die Außenanlagen mit Bauwerken zum Schutz vor Belagerungen, die heute infolge der städtischen und industriellen Expansion verschwunden sind. 1729 wurde innerhalb der Festung ein neues Gebäude namens „Palazzo della Sibilla“ errichtet. Aber auch nach diesen Investitionen gab es Leute (Bassignani), die auf die Mängel hinsichtlich seiner Verteidigungsfähigkeit, insbesondere auf der dem Hafen zugewandten Seite, hinwiesen.
In den 3 Jahrhunderten ihres Bestehens war die Festung Priamar im Jahr 1746 in den einzigen relevanten und blutigen Kämpfen mit savoyischen Grenadieren verwickelt. Im Rahmen des Österreichischen Erbfolgekriegs belagerten die Truppen von Karl Emanuel III. von Savoyen unter dem Kommando von General Della Rocca mit einer massiven Artillerie (40 Kanonen und 24 Mörser, die schließlich über 20.000 Granaten abfeuerten) die Festung. Als sich Genua mit dem berühmten Balilla-Aufstand gegen die Österreicher erhob und versuchte den Belagerten Hilfe zu bringen, wurde es von der englischen Flotte blockiert. Nach einer 18-tägigen Belagerung, ohne der Möglichkeit Hilfe zu erhalten, und nach einer Bresche bei der Bastion San Bernardo kapitulierte der Festungskommandant, Agostino Adorno, zusammen mit den rund 900 Soldaten der Garnison. Es war der 18. Dezember 1746, und es sollten drei Jahre vergehen, bis die Festung 1750 nach dem Frieden von Aachen an die Genueser zurückgegeben wurde, die 1774 weitere Baumaßnahmen durchführten und die Zahl der Geschütze auf über 200 erhöhten.
Während des Italienfeldzugs, im Jahr 1797, wurde Priamar von französischen Truppen unter Bonaparte besetzt. Die Festung blieb während der verschiedenen politischen Epochen, die Norditalien während der napoleonischen Zeit erlebte, bis 1815 in deren Händen – mit Ausnahme eines kurzen Intermezzos im Jahr 1800, als sie vor der Niederlage bei Marengo im Besitz der Österreicher war. Nach dem Wiener Kongress, der das Ende der Republik Genua besiegelte ging die Festung an das Königreich Sardinien-Piemont über. Zu diesem Zeitpunkt hatte der Komplex bereits jegliche militärische Bedeutung verloren und die neuen Eigentümer unterhielten dort nur noch eine kleine Garnison. Im Jahr 1820 wurde er in ein Zuchthaus umgewandelt, und hier – mitten im Risorgimento – war Giuseppe Mazzini nach seiner Verhaftung wegen konspirativer Aktivitäten von November 1830 bis März 1831 in der Zelle Nr. 54 eingesperrt.

## Verfall zwischen dem 19. und 20. Jahrhundert

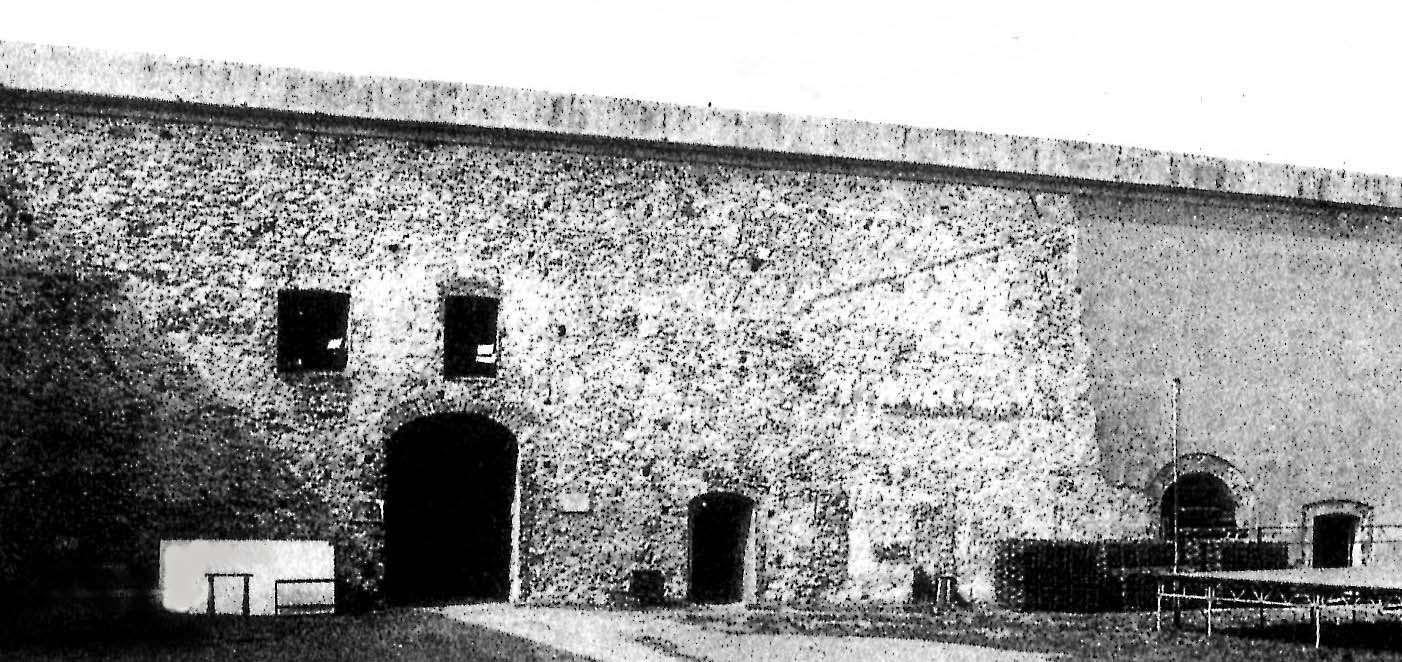
Das verlassenen Priamar zu Beginn der 1970er Jahre

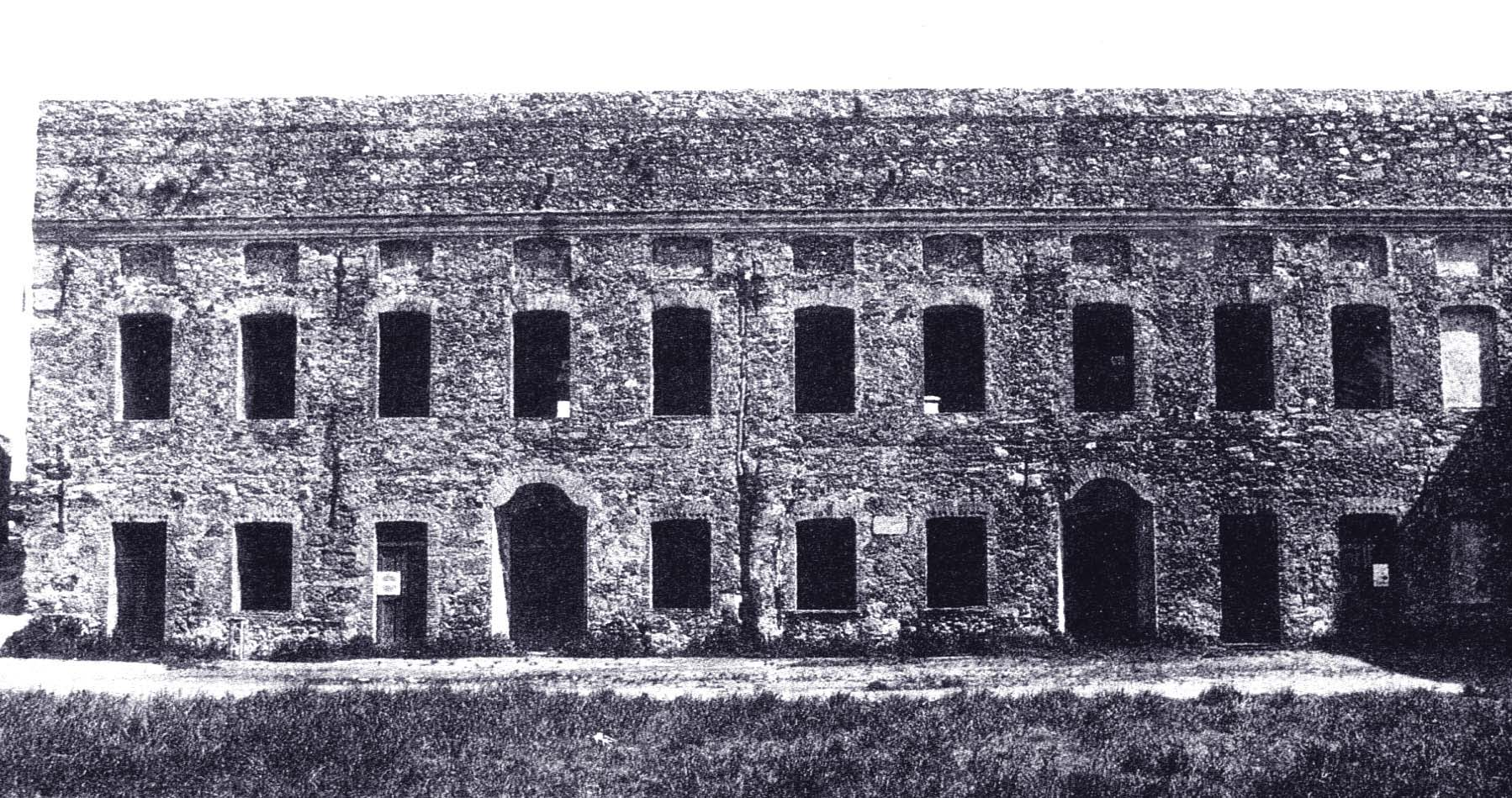
Das verlassenen Priamar zu Beginn der 1970er Jahre

Im Laufe des 19. Jahrhunderts nahm die Bedeutung des Priamar weiter ab. Im Jahr 1848 wurden hier österreichische Gefangene aus dem Ersten Unabhängigkeitskrieg untergebracht. Im folgenden Jahr wurde es zum Militärgefängnis und blieb es bis zu seiner Verlegung nach Gaeta im Jahr 1901. Inzwischen wurde sie 1878 aus der Liste der militärischen Befestigungen gestrichen. Dann führte der Expansionsbedarf der Stadt und der Stahlindustrie dazu, dass ein Teil der Außenanlagen zerstört werden mussten.
Im Jahr 1909 ging das Eigentum an dem Komplex, der nun keine militärische Funktion hatte, an die Stadt Savona über. 1932 führte die Stadtverwaltung einen ersten Ideenwettbewerb durch, an dem acht Personen teilnahmen, doch die eingereichten Projekte wurden nicht umgesetzt. Anfang der 1940er Jahre drohte die Festung endgültig abgerissen zu werden, als der Bürgermeister von Savona am 1. November 1940 ein Abkommen mit Ilva unterzeichnete, in dem das Gebiet für die industrielle Erweiterung mit der einzigen Klausel freigegeben wurde, die Zelle, in der Mazzini untergebracht war, sicherzustellen und im Stadtmuseum wieder aufzubauen. Die überstürzten Kriegsereignisse blockierten das Projekt, und die Festung wurde gerettet.
Mit der Installation von Flugabwehrgeschützen, Lagern für Kriegsmaterial und „Bunkern“ erhielt Priamar im 2. Weltkrieg wieder eine militärische Rolle, zunächst bei den Italienern und dann bei den deutschen Besatzern. Bei einem Bombenangriff im Jahr 1943 wurden einige der südlichen Außenbereiche getroffen. Dabei wurde zwar ein faschistisches Gebäude (eine „Casa del Balilla“) zerstört, die Strukturen der historischen Festung blieben jedoch nahezu unversehrt.
Die Nachkriegszeit war in mancherlei Hinsicht noch zerstörerischer. Die Anlage war sich selbst überlassen und wurde immer wieder zur Beschaffung von Holz und Eisen geplündert. Es wurden nur wenige Maßnahmen zu ihrer Erhaltung ergriffen: Erst 1954 wurden die Trümmer beseitigt und einige einsturzgefährdete Gebäude abgerissen. Es dauerte weitere zehn Jahre, bis die Stadtverwaltung von Savona eine Teilmaßnahme (1965) durchführte, die nur ein Drittel des geplanten Umfangs ausmachte. In der Zwischenzeit wurde jedoch Anfang der 1960er Jahre der Bau eines überdachten Schwimmbads in der Nähe der südlichen Festungsmauer genehmigt, was das Erscheinungsbild des Komplexes erheblich beeinträchtigte.

## Restaurierungsarbeiten und aktueller Stand

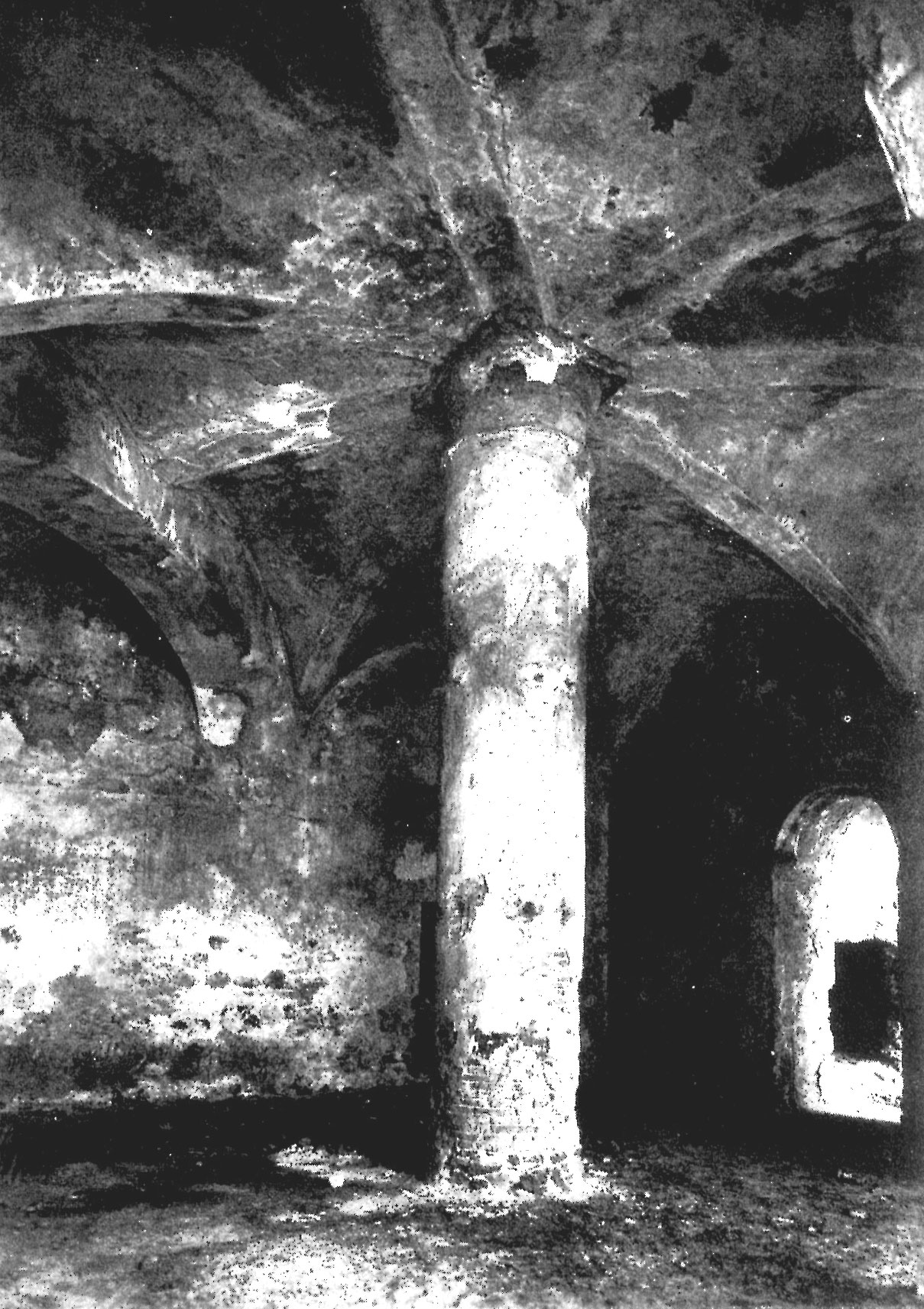
Der mittelalterliche „Schirmsaal“ vor

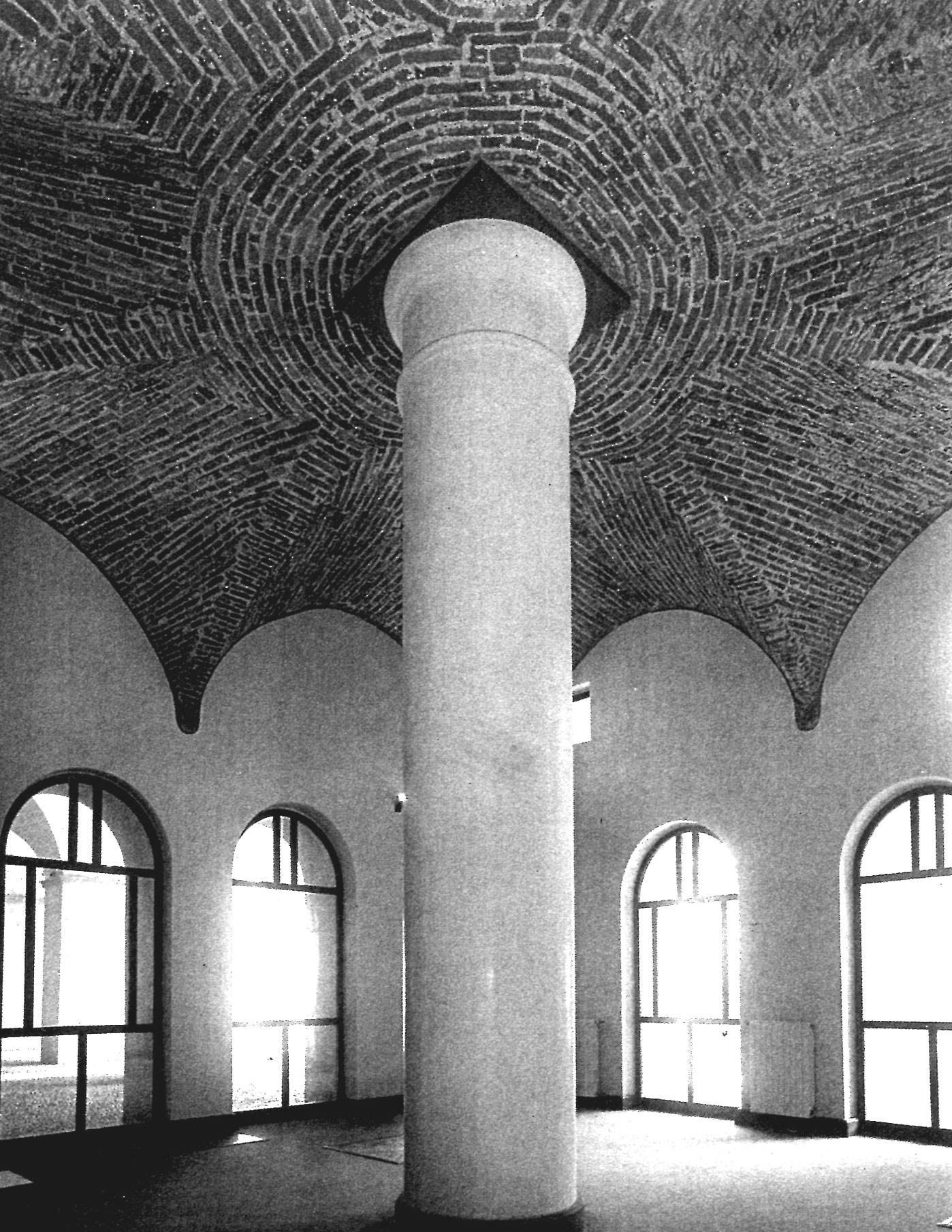
Und nach der Restaurierung

Nach ergebnislosen Treffen und Konferenzen wurde 1979 das öffentliche Interesse am Schicksal des Priamar wieder verstärkt. Eine in jenem Jahr von der Stadtverwaltung von Savona veranstaltete Konferenz gab wichtige Impulse für den Erhalt und die Restaurierung des Komplexes. So begann zunächst die Planung der Maßnahmen (1981) und dann die finanzielle Unterstützung für ihre Durchführung.
Die Arbeiten zur Restaurierung des Komplexes, bei denen auch zahlreiche archäologische Ausgrabungen durchgeführt wurden, zogen sich über fast zwanzig Jahre hin. Die Schwierigkeiten bestanden nicht nur aus dem Umfang der finanziellen Verpflichtungen, sondern auch aus den aufeinanderfolgenden Konkursen der Auftragnehmer und andere bürokratische Hindernisse. Es wurden drei verschiedene Finanzierungsformen genutzt, um die sechs Projektphasen zu verwirklichen, das zudem mehrfach geändert wurde:
- Maßnahmen, einschließlich der Entwürfe, die mehrmals und zu verschiedenen Zeiten (1983–1999) von der Gemeinde Savona finanziert wurden;
- mit F.I.O.-Mitteln finanzierte Maßnahmen. (Investitions- und Beschäftigungsfonds), ca. 12,7 Milliarden Italienische Lira (6,5 Mill. €) (von 1988 bis 1999);
- mit Mitteln der C.E.E. (jetzt EU) finanzierte Maßnahmen, genannt Obiettivo 2,  in Höhe von etwa 5 Milliarden ITL (2,6 Mill. €) (von 1996 bis 1998).
Im Mai 1999 wurde die sehr aufwendige Sanierung abgeschlossen und im Juli desselben Jahres wurde das „neue“ Priamar mit einer Reihe von Veranstaltungen der Stadt vorgestellt. Heute wirkt die Festung Priamar wie eine große Struktur, die sich über der Stadt erhebt, mit nur einer großen Zugangsrampe und zwei Hauptplätzen: „Piazza del Maschio“, dem höchsten Punkt der Anlage (30 m ü. M.) der von Palästen umgeben ist und auf dem Opern- und Theaterveranstaltungen stattfinden, und „Piazza della Sibilla“, wo sich die archäologischen Ausgrabungen der 1595 abgerissenen Kathedrale befinden und von wo aus man einen herrlichen Blick auf die Stadt und das Meer hat. Im Zuge der Restaurierung konnten auch die Gebäude (der Palazzo del Capitano, der Palazzo del Commissario und der Palazzo della Loggia del Castello Nuovo, der einzige erhaltene mittelalterliche Bau aus der Zeit vor dem Festungsbau mit einem Gesamtvolumen von ca. 50.000 Kubikmetern), die Innenwege, die öffentlichen Gärten und die Bastionen wiederhergestellt werden, während einige Tunnel (von denen einer von der Spitze der Festung hinunter zum Hafen führte) noch immer verschlossen oder unbegehbar sind.
Das Priamar beherbergt heute das Archäologische Museum und das Museo Sandro Pertini, in dem Kunstwerke aus der Privatsammlung der ehemaligen Staatspräsidenten sowie die Skulpturen, die die Künstlerin Renata Cuneo aus Savona ihrer Heimatstadt geschenkt hat, ausgestellt sind. Seit 2001 erlaubt die Gemeinde Savona, in zwei Sälen der Festung standesamtliche Eheschließungen.

## Galerie

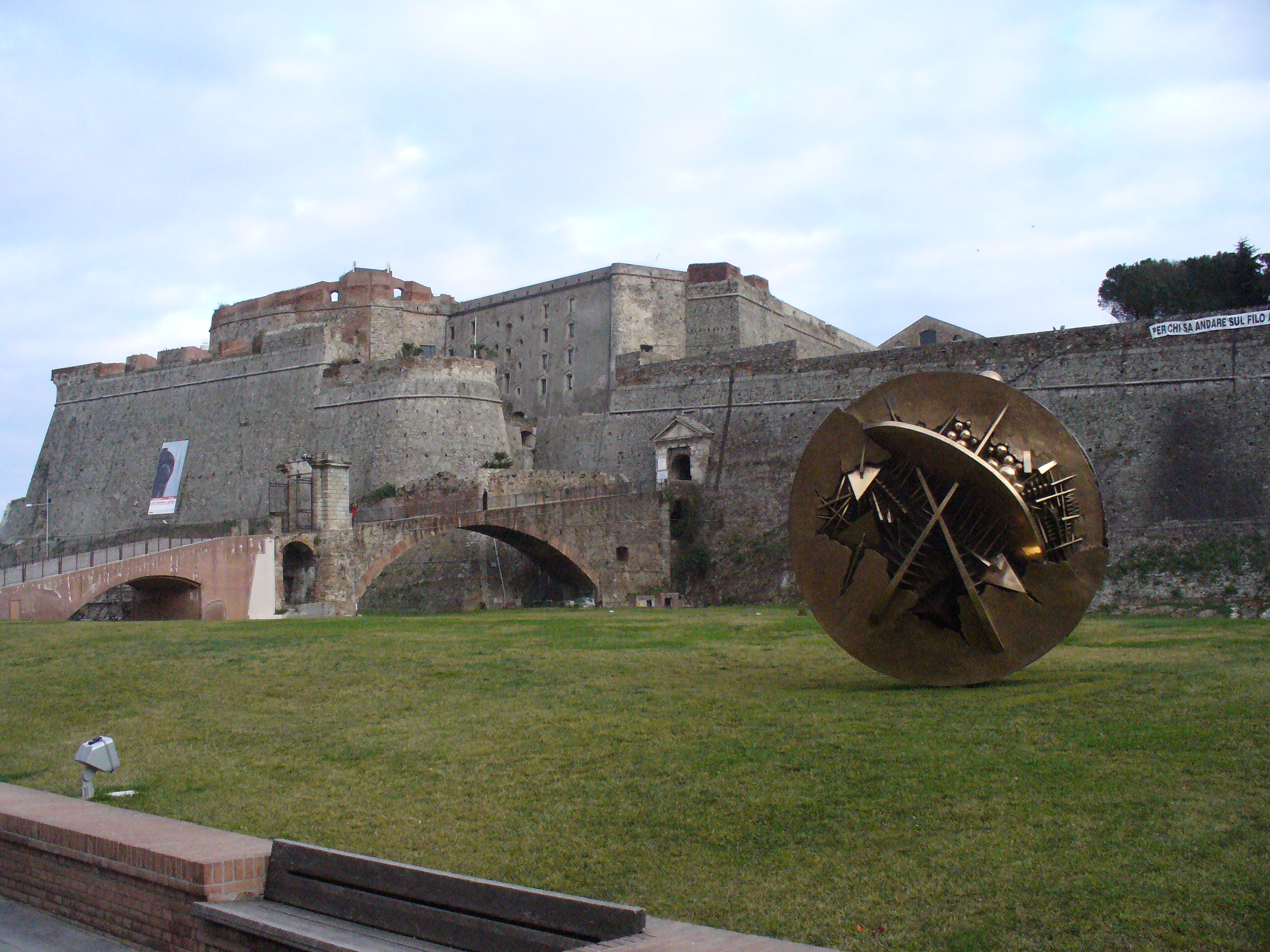
Gesamtansicht
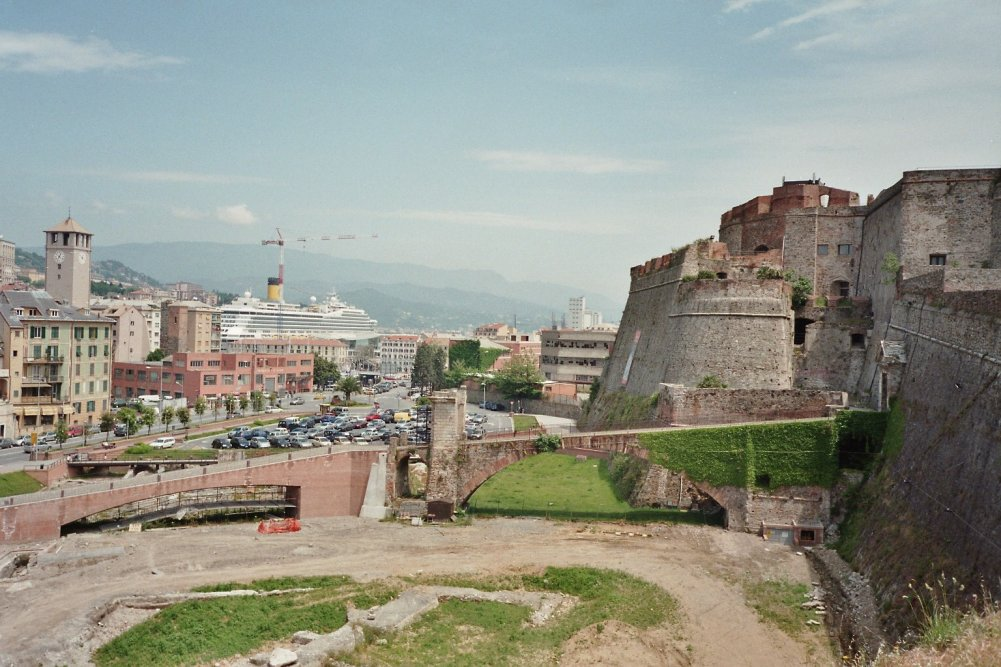
Zugangsrampe
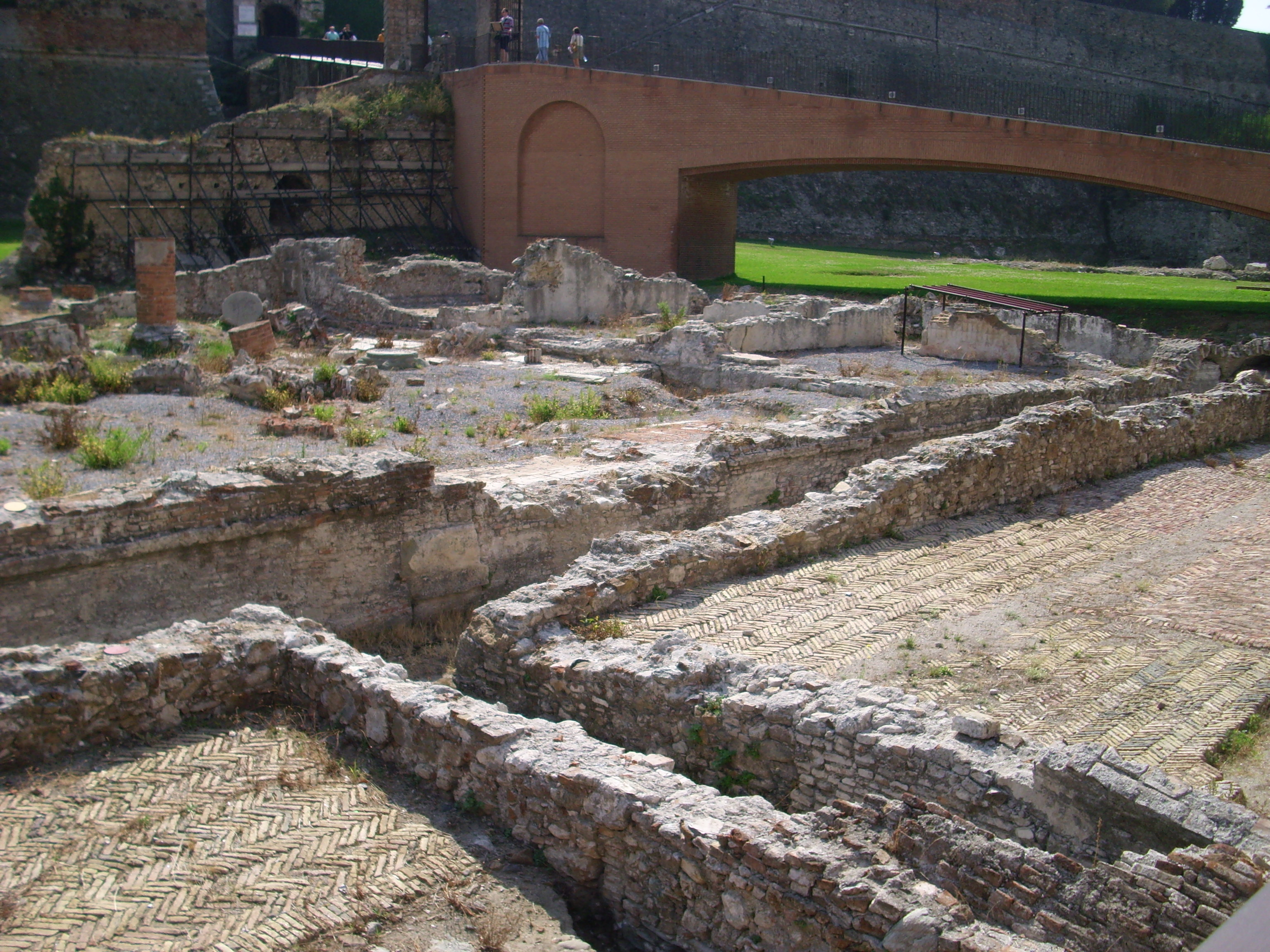
Archäologische Ausgrabungen, mittelalterliche Straße mit Fischgrätenmuster, die von einem späteren Tunnel durchschnitten wurde
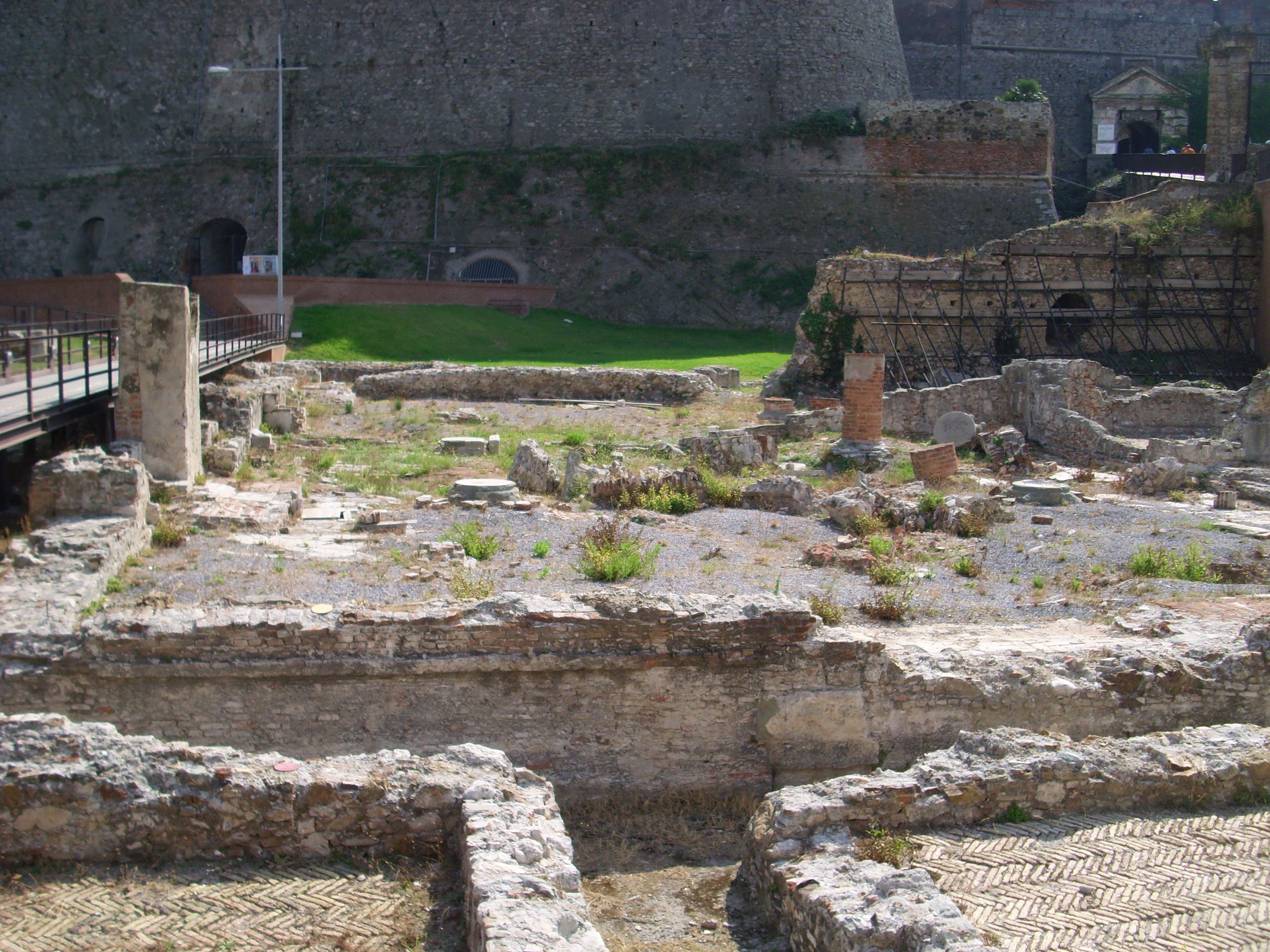
Archäologische Ausgrabungen, mittelalterliche Straße mit Fischgrätenmuster, die von einem späteren Tunnel durchschnitten wurde
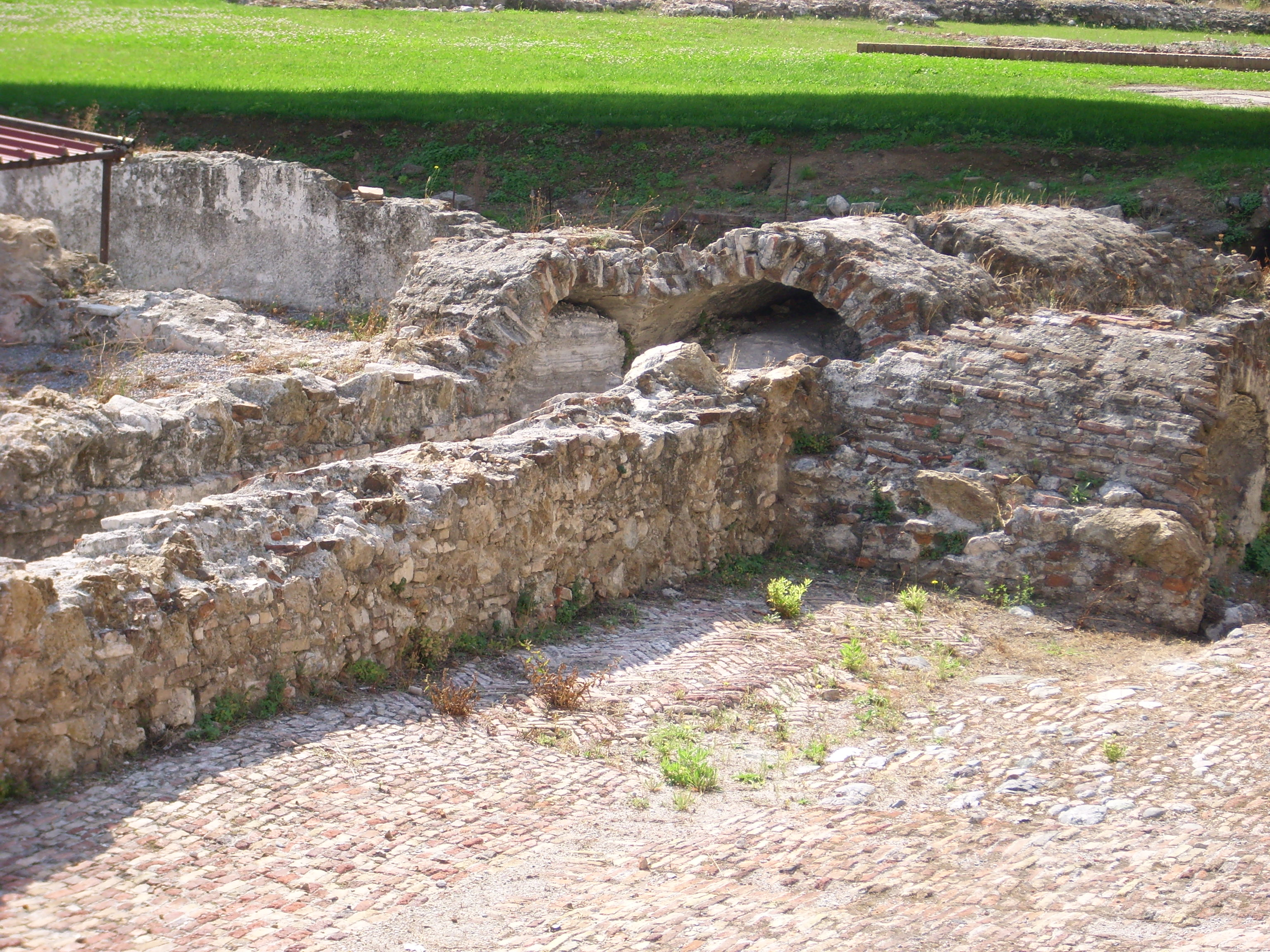
Archäologische Ausgrabungen, mittelalterliche Straße mit Fischgrätenmuster, die von einem späteren Tunnel durchschnitten wurde
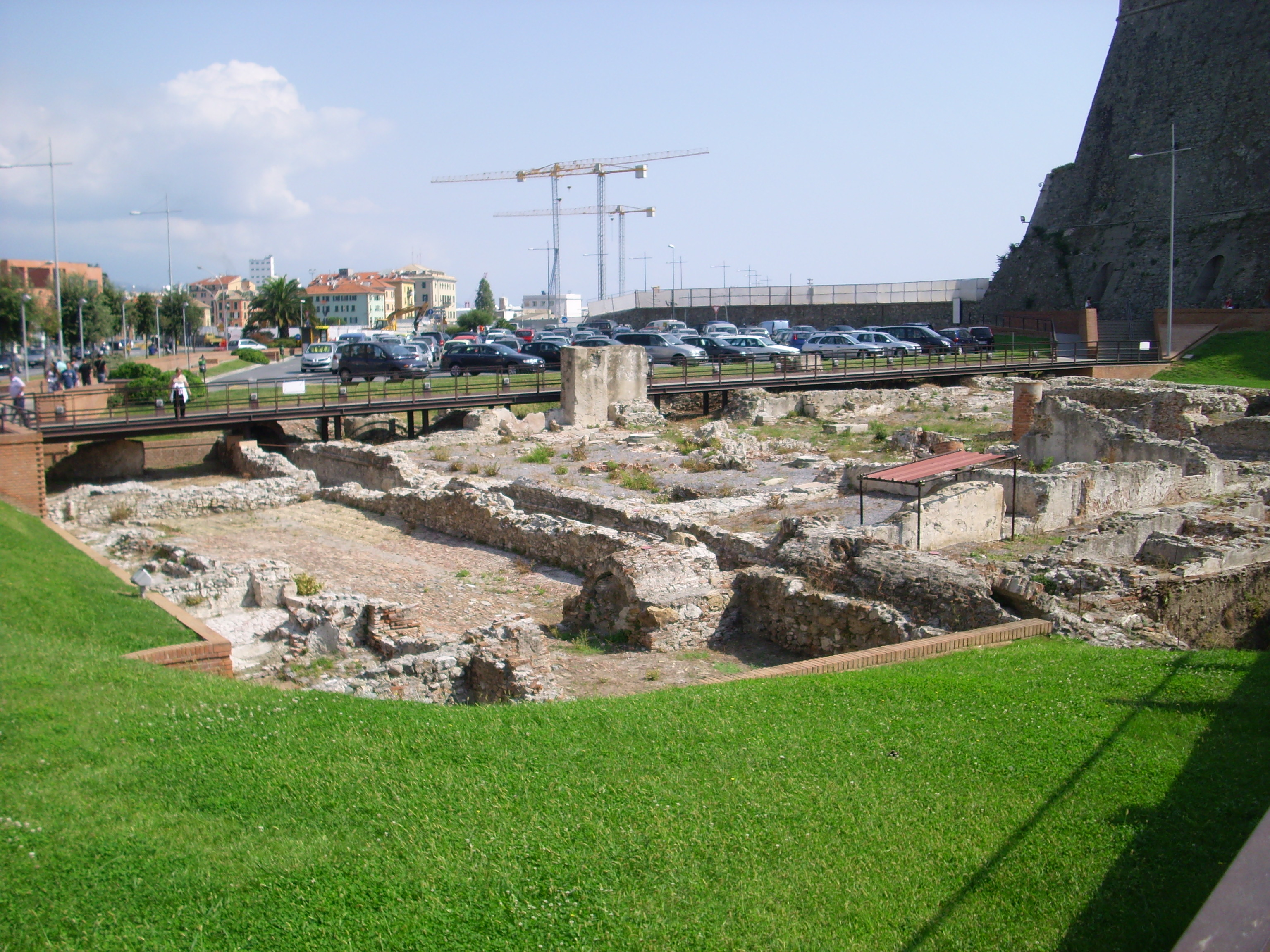
Fundamente der Kirche und des Klosters von San Domenico il Vecchio, die für den Bau der Festungsmauern abgerissen wurden
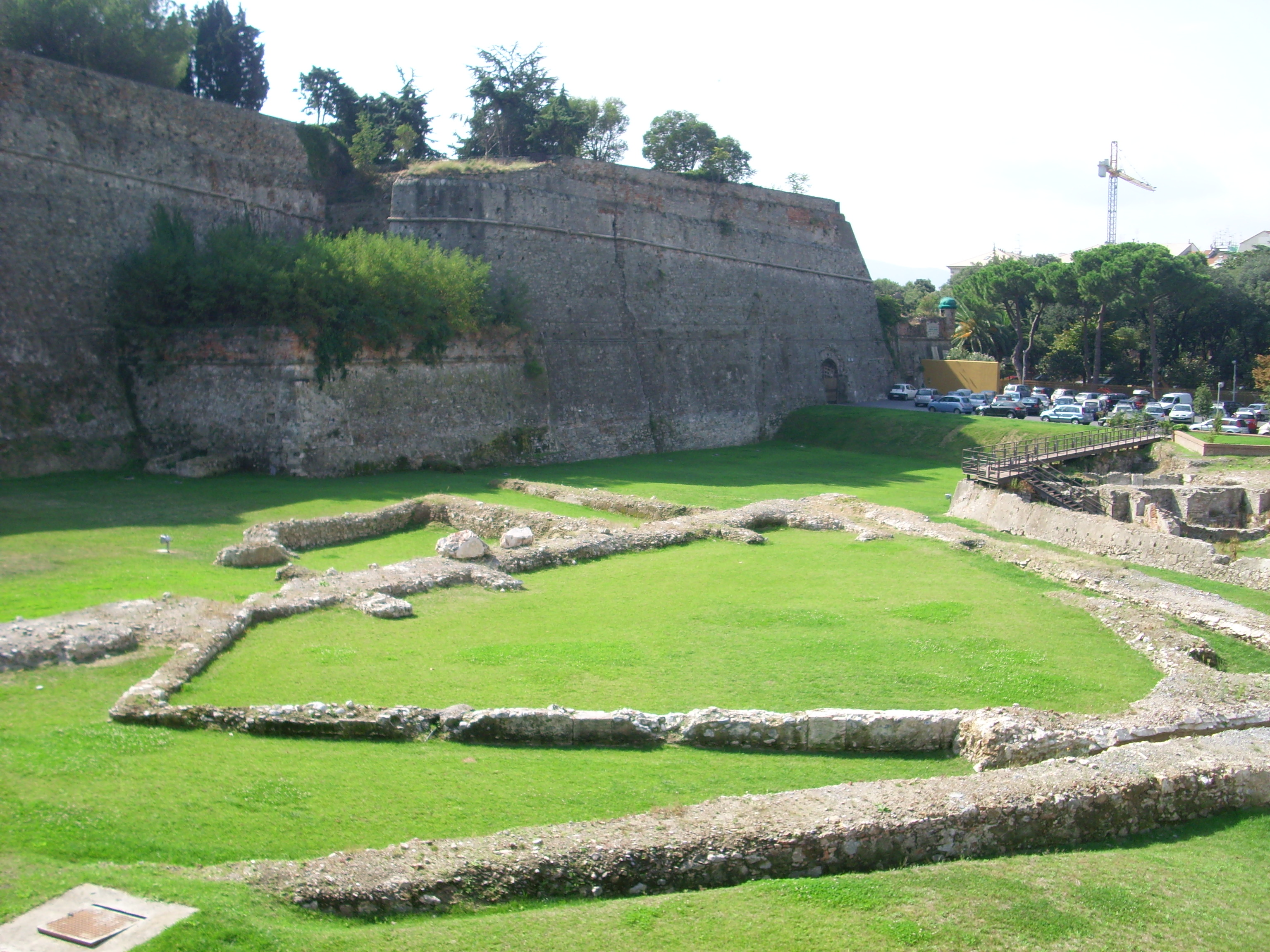
Ausgrabungen vor der Festung, Fundamente der äußeren Festungsmauern
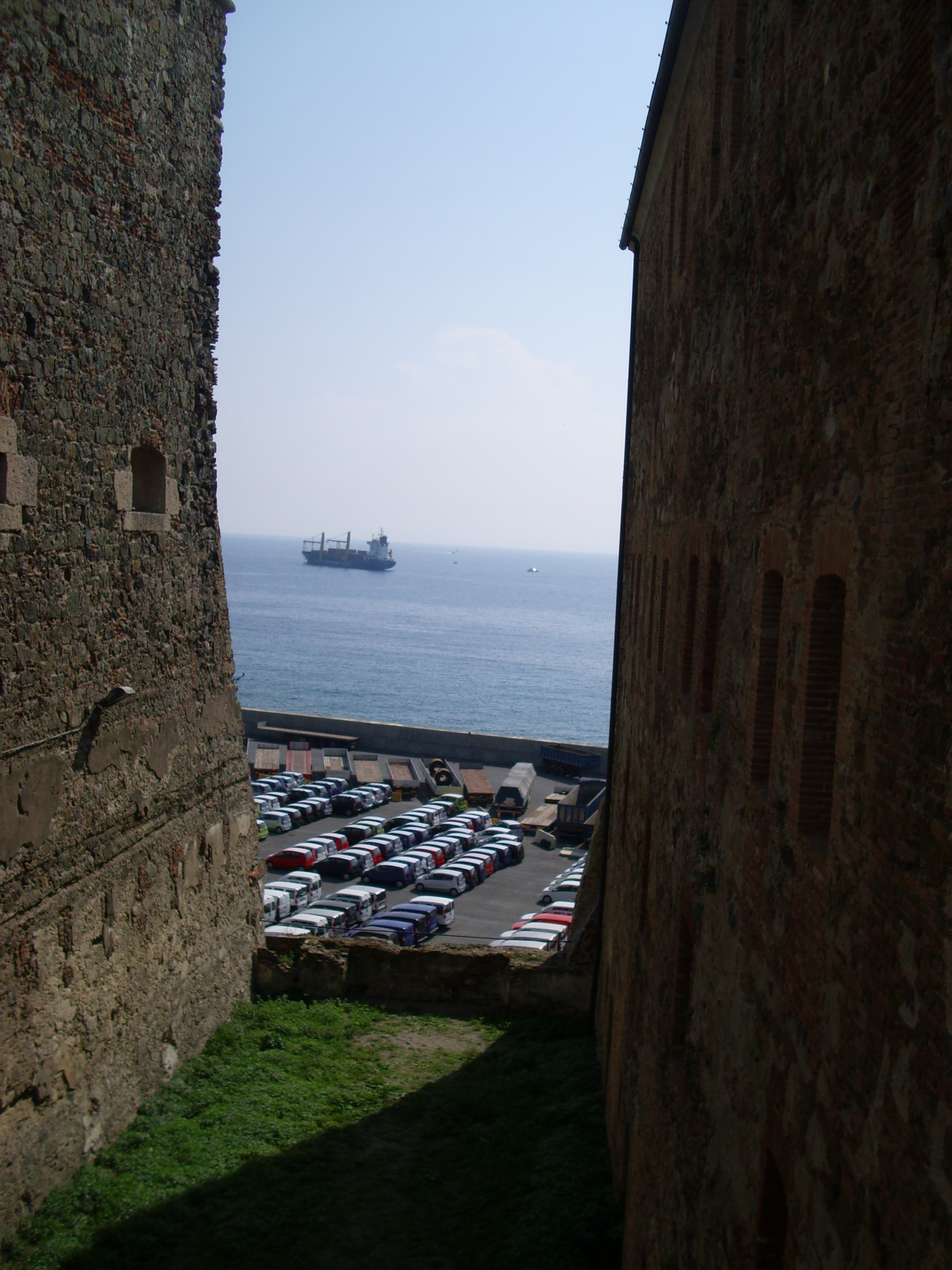
Blick auf den Hafen
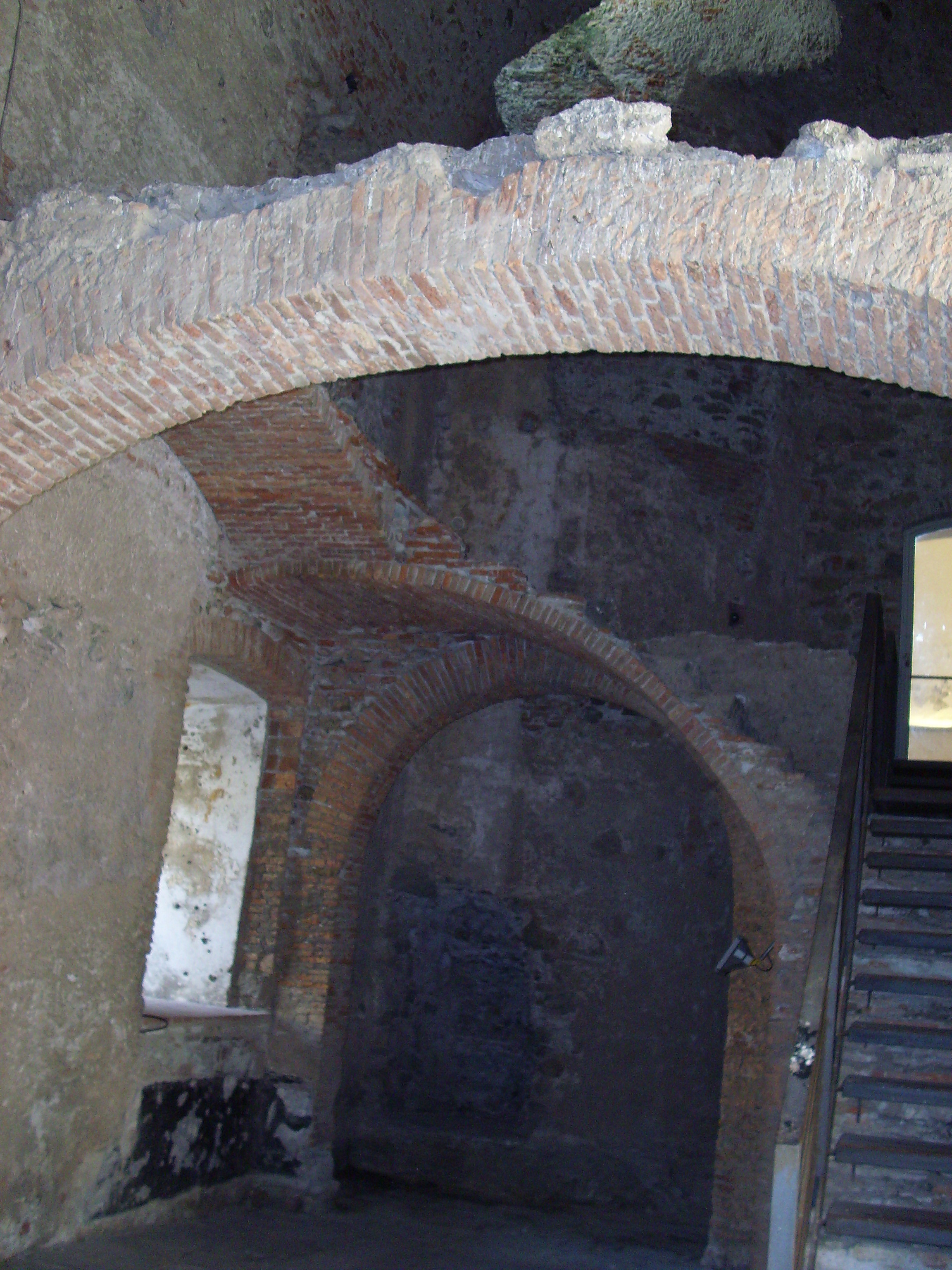
Festung Priamar, innen
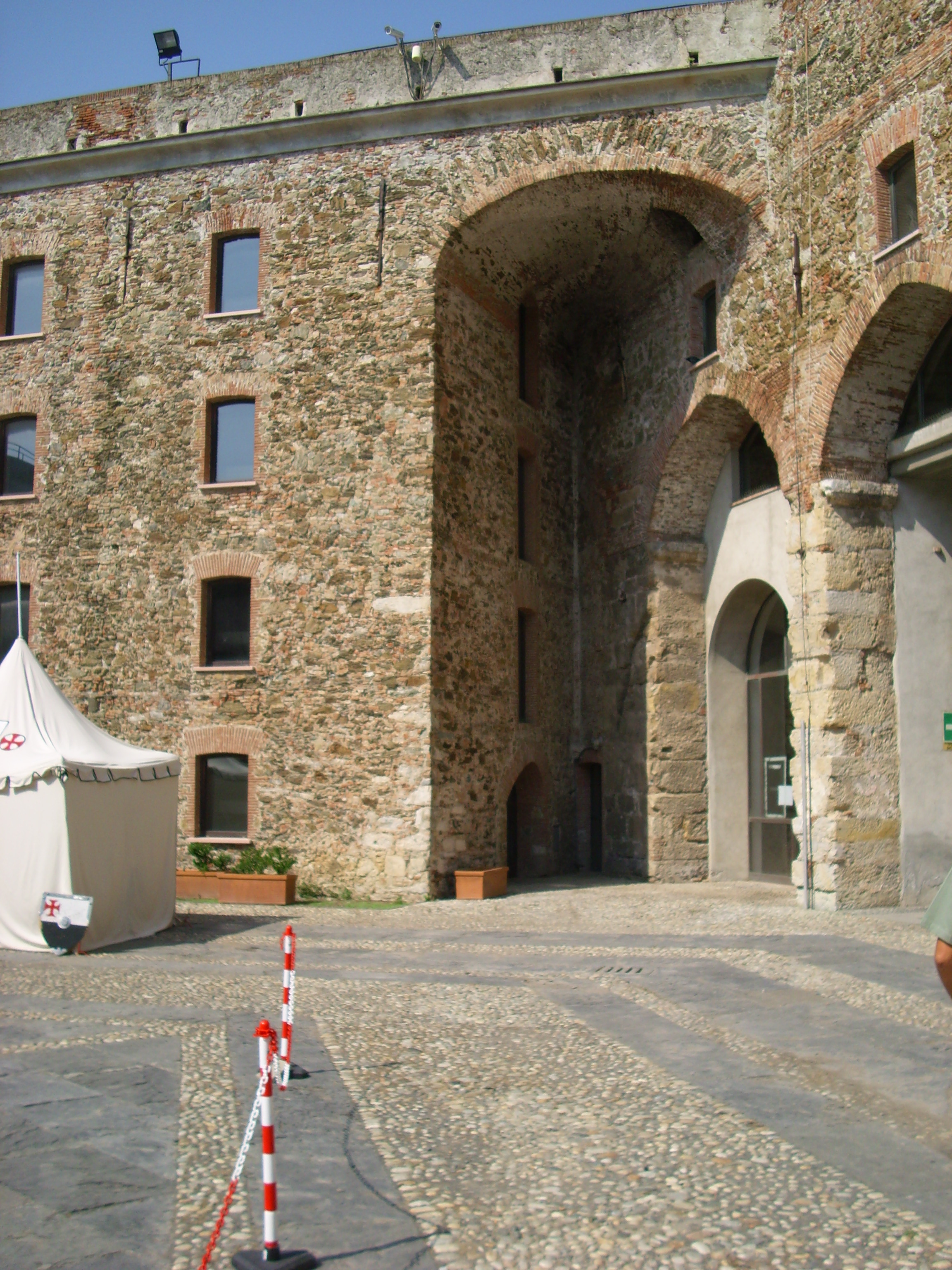
Eingang zum Gemeindeamt am Piazzale del Maschio
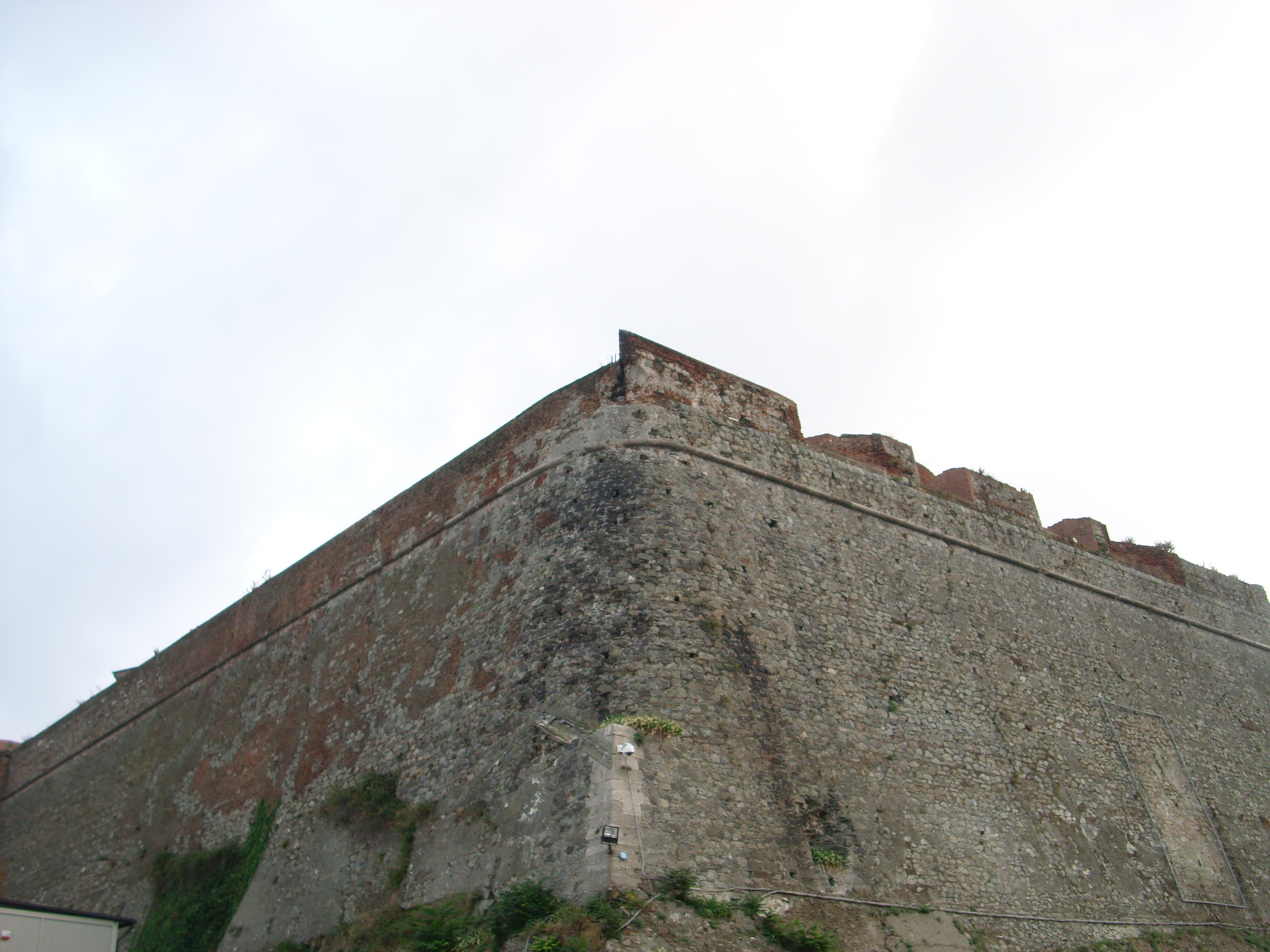
Detail der imposanten Festungsstruktur
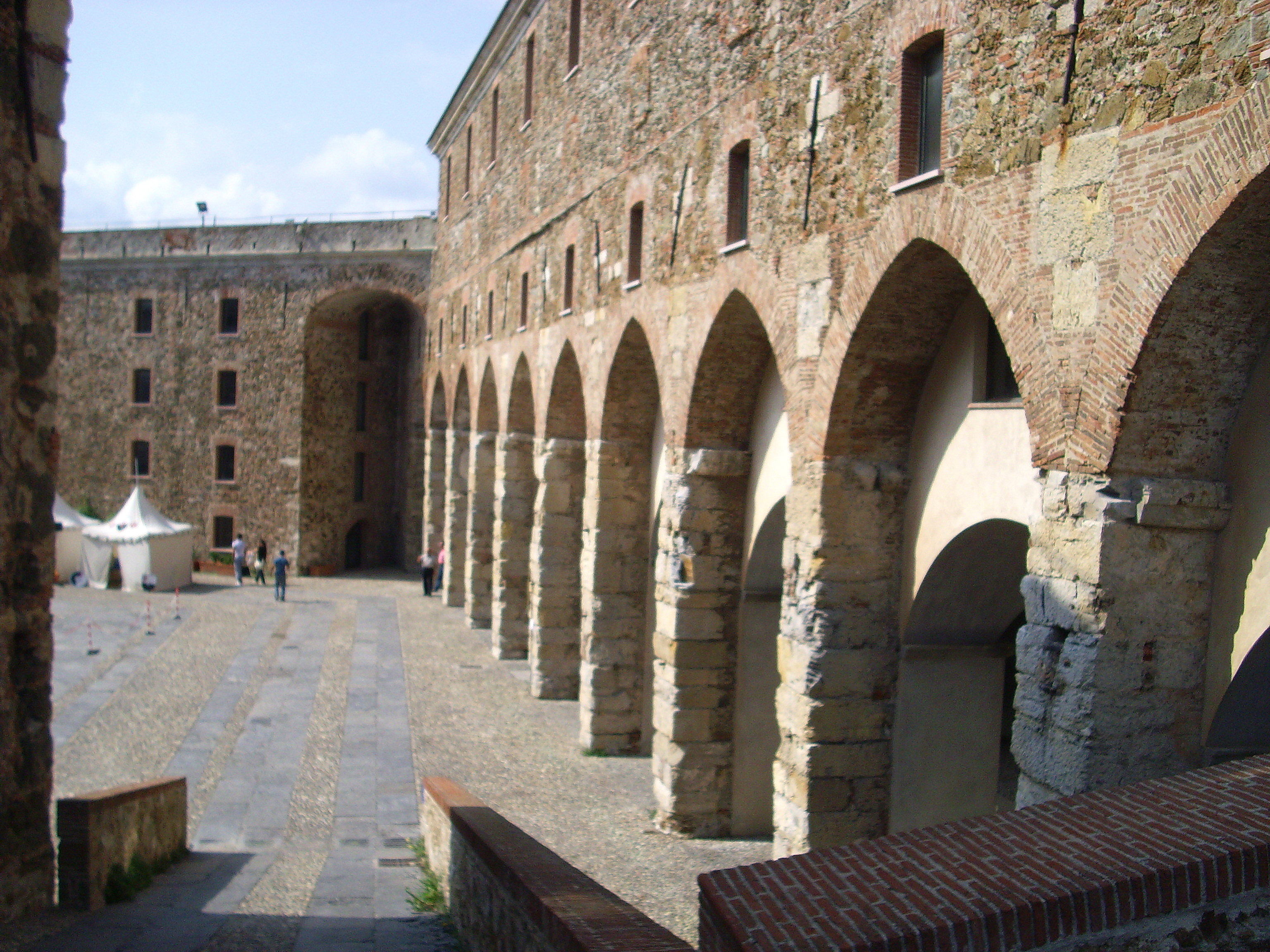
Piazza del Maschio, Detail des Palazzo della Loggia, in dem sich das Archäologische Museum befindet
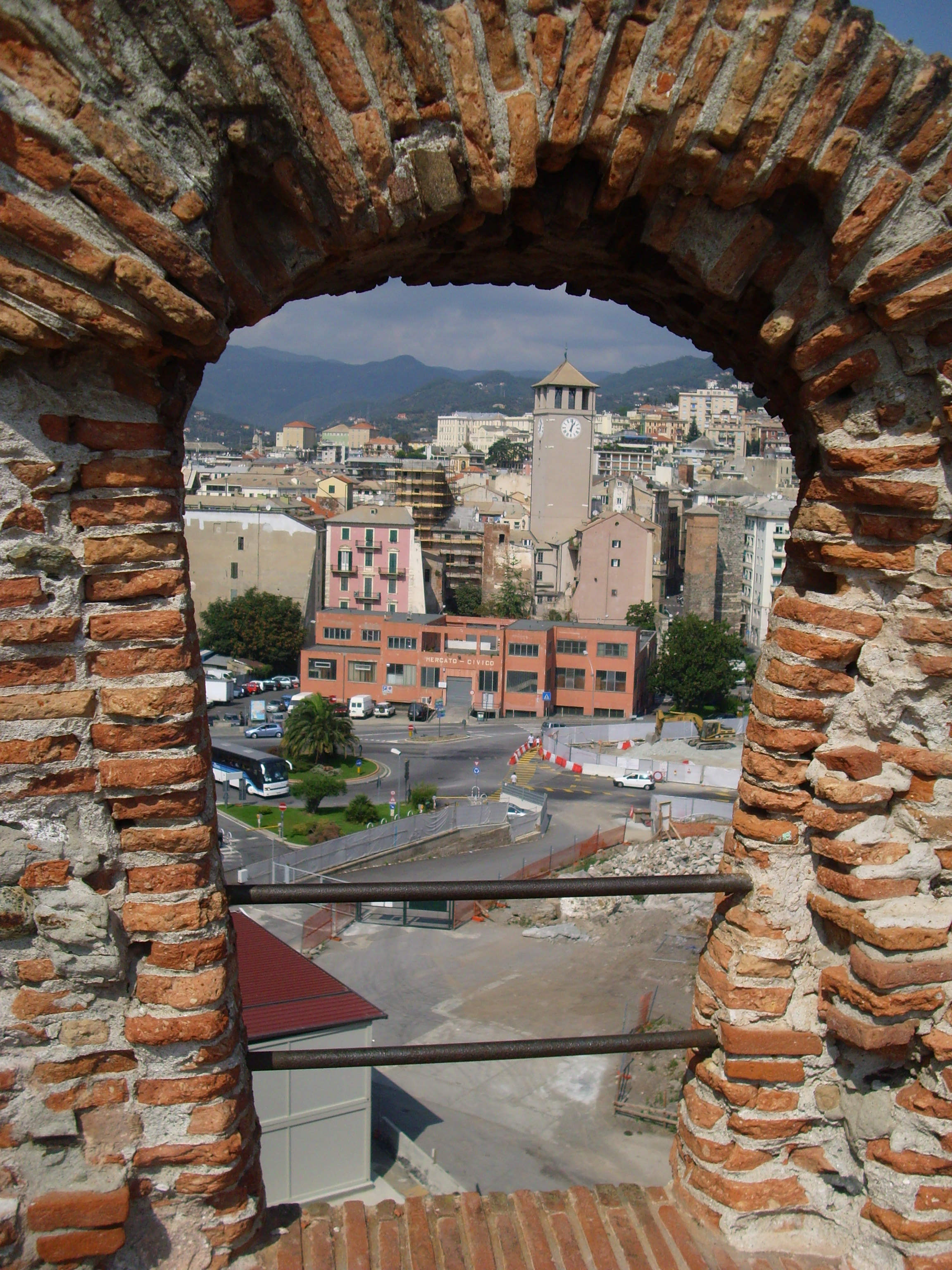
Stadtpanorama von der Engel-Bastion
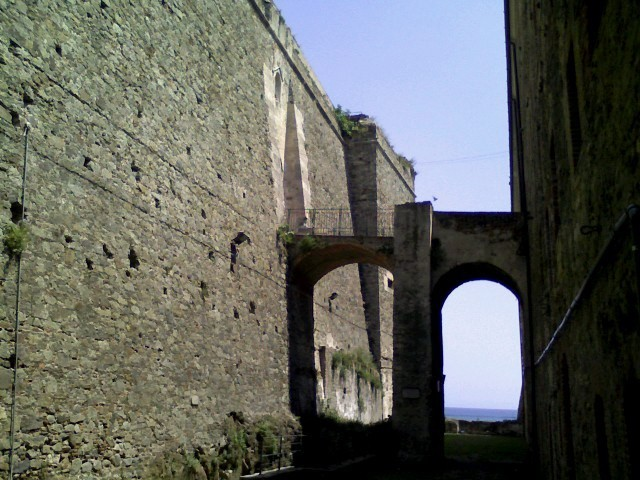
Zugangsbrücke zur Zitadelle
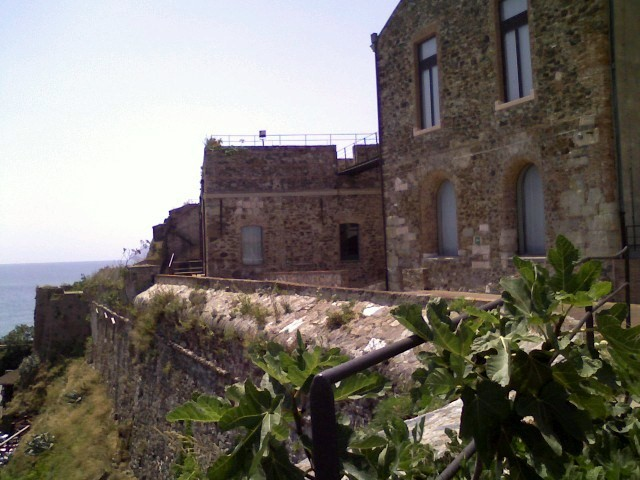
Festungsmauer am Meer
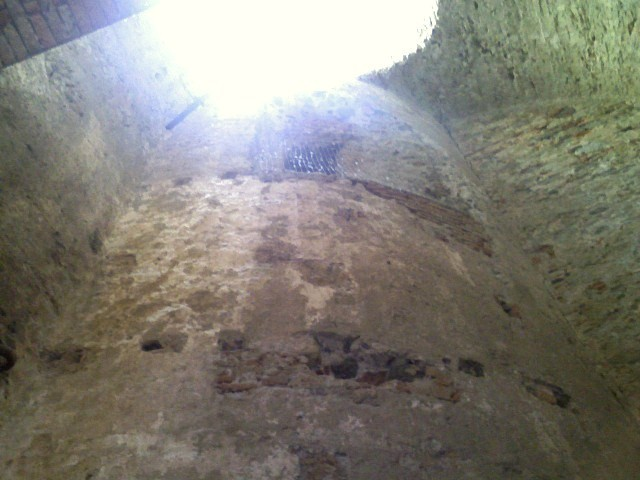
Mittelalterlicher Rundturm, der in die Strukturen aus dem 16. Jahrhundert integriert wurde